# Province de Champassak

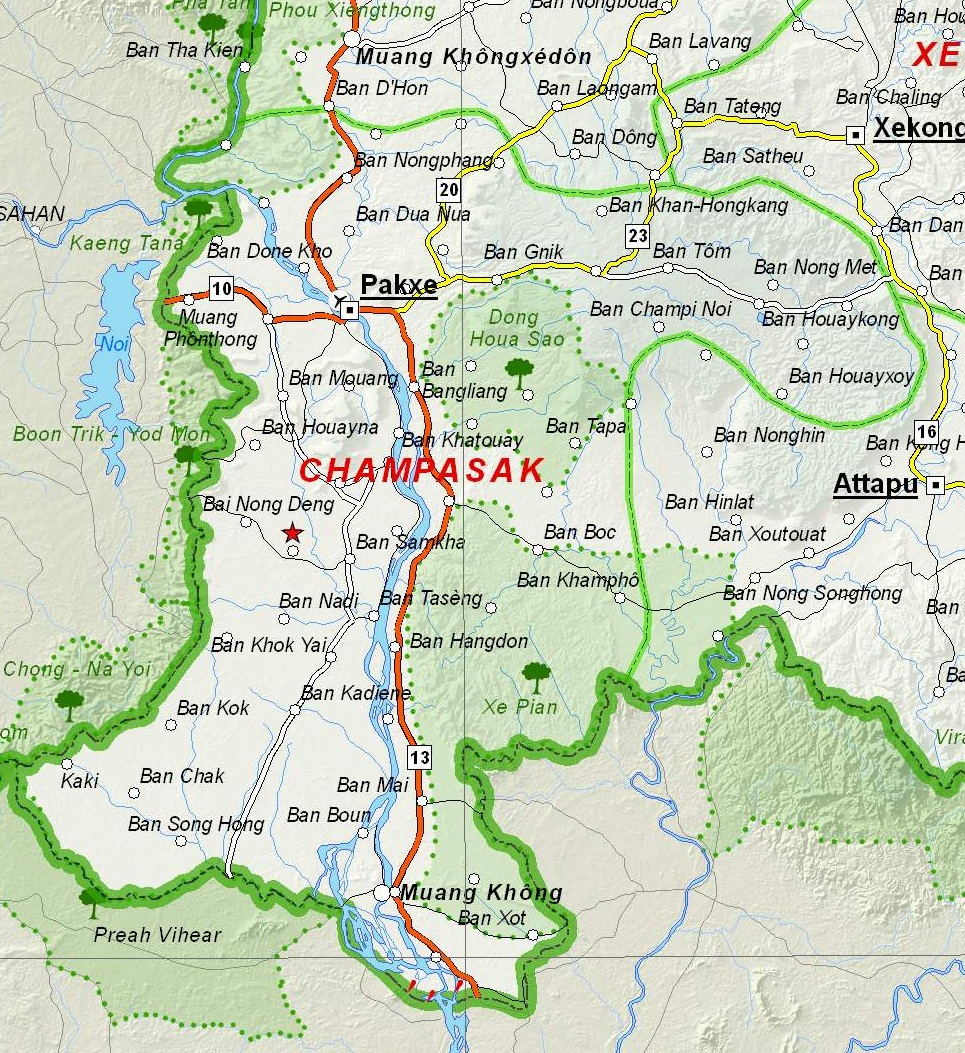
Carte de la province.

La province de Champassak est une province du sud du Laos frontalière de la Thaïlande et du Cambodge. C'est la seule à être traversée, et non simplement bordée par le Mékong. Sa capitale est Paksé.
En 2015, la population de la province est de 694 023 habitants. Sa superficie est de 15 415 km2. Elle est bordée par les provinces de Saravane au Nord, Sékong au Nord-Est, Attapeu à l'Est, par le Cambodge au Sud et la Thaïlande à l'Ouest. Le Mékong forme une partie de la frontière thaïlandaise et contient les îles de Si Phan Don (4 000 îles) au Nord de la frontière cambodgienne.
Historiquement, il s'agit de l'un des trois royaumes à avoir succédé au royaume de Lan Xang. La province tire son nom de Champassak, ancienne capitale du royaume de Champassak. la région a joué un rôle central dans l'histoire du Siam et du Laos, théâtre de nombreuses batailles.
Le patrimoine culturel de la province est constitué d'architecture coloniale et d'anciens temples, dont le Vat Phou. Les chutes d'eau et les dauphins d'eau douce constituent une des principales attractions touristiques.

## Divisions administratives
La province est découpée en 10 muangs (ou districts) :
| Liste des Districts | Carte des districts de la province |
| --- | ---------------------------------- |
| - 16-01 : District de Pak Sé (Pakse) - 16-02 : District de Sanasomboun (Sanasomboon) - 16-03 : District de Bachiangchaleunsouk (Bachiangchaleunsook) - 16-04 : District de Paksong - 16-05 : District de Pathoumphone (Pathoomphone) - 16-06 : District de Phonthong - 16-07 : District de Champassack - 16-08 : District de Soukhouma (Sukhuma) - 16-09 : District de Mounlapamok (Moonlapamok) - 16-10 : District de Khong | Carte des districts de la province |

## Démographie
Selon le recensement de mars 2015, la population est de 694 023 habitants. Les Laos constituent le principal groupe ethnique, mais la province est également habitée par des Chieng, des Inthi, des Kaseng, des Katang, des Kate, des Katu, des Kien Lavai, des Laven, des Nge, des Nyaheun, des Oung, des Salao, des Suay, des Tahang et des Tahoy.

## Économie

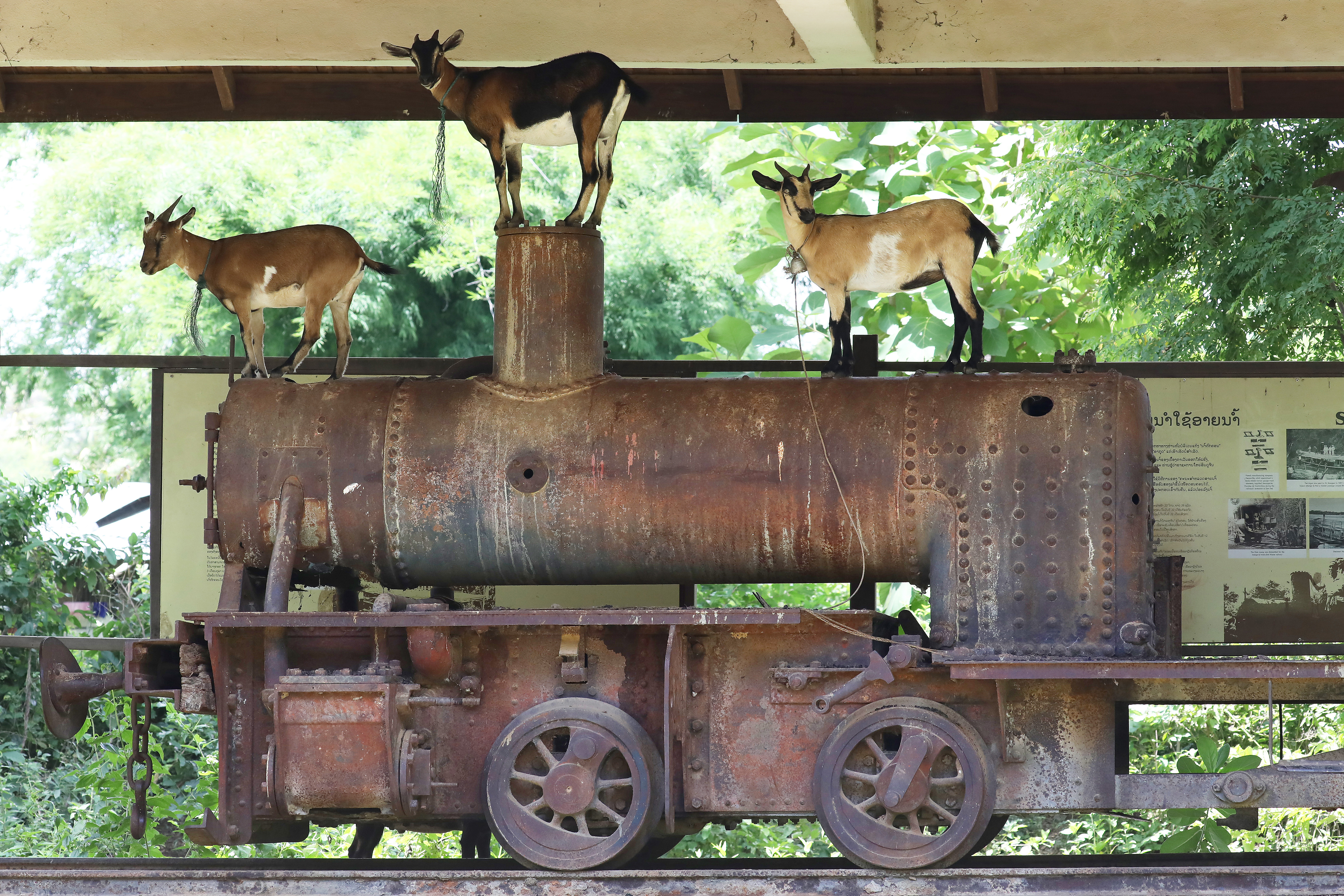
Chèvres sur une vieille locomotive à Don Khon dans la province de Champassak. Les animaux d'élevage ne sont pas enfermés dans cette région. La locomotive vient de l'ancienne ligne de chemin de fer entre Don Det et Don Khon ; c'est un lieu touristique du Si Phan Don. Juillet 2017.

Les ressources économiques de la province proviennent essentiellement de l'agriculture et des productions de café, de thé et de rotin. Le climat frais et humide du plateau des Bolovens permet à la province d'être l'une des principales zones de productions de café du Laos, avec les provinces de Saravane et Sékong.

## Transports
L'aéroport international de Paksé relie la province aux villes de Vientiane, Luang Prabang et Savannakhet ainsi qu'à Bangkok (Thaïlande), Siem Reap (Cambodge), Hô Chi Minh-Ville et Da Nang (Viêt Nam).

## Tourisme
- Le temple pré-angkorien du Vat Phou se trouve dans la province, sur la rive occidentale du Mékong.

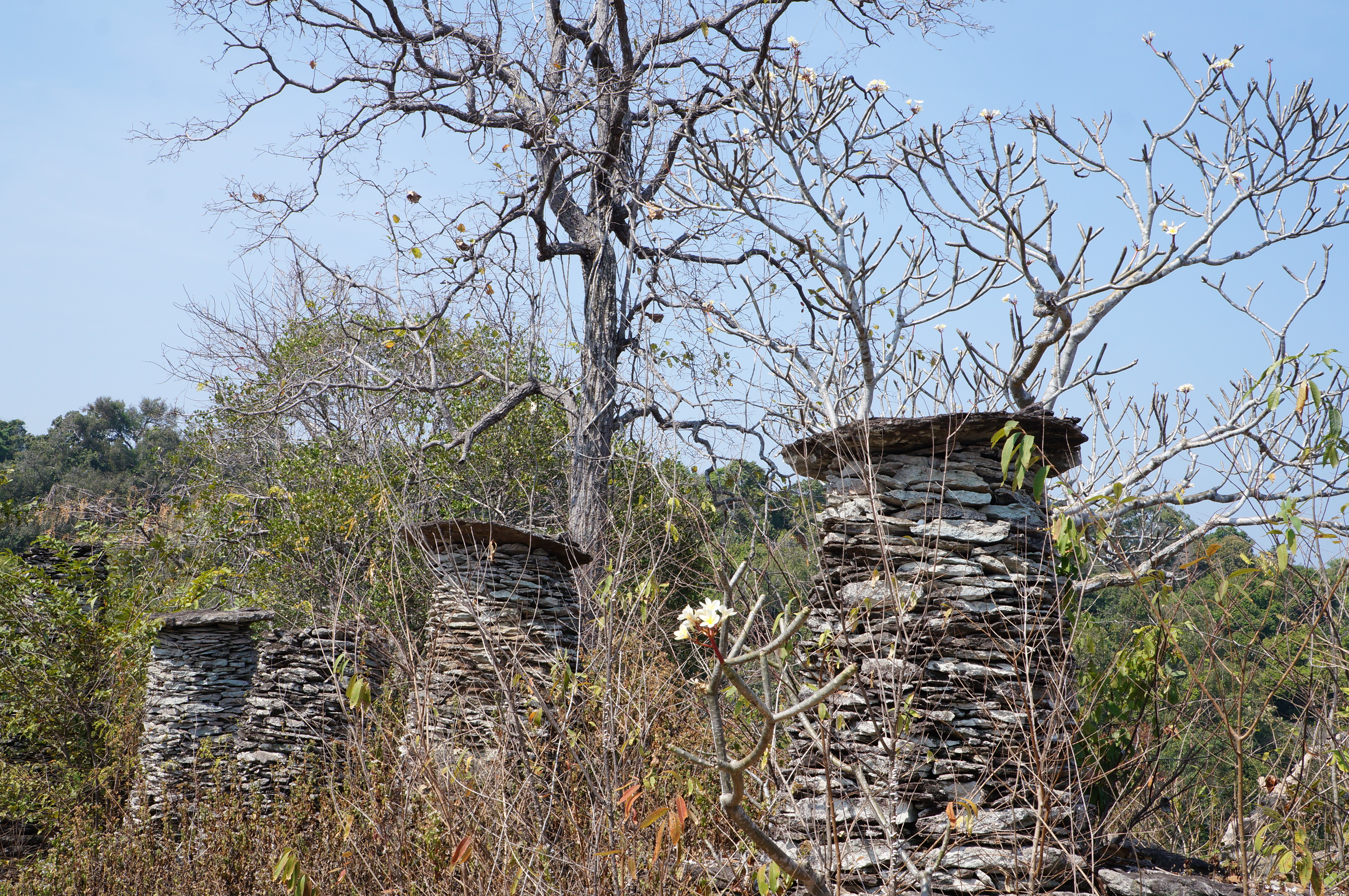
Sanctuaire de Phou Asa Mountain.

- Le village des éléphants de Ban Khiet Ngong, et la « plaine des Jarres » du site de Phou Asa.
- Plus au sud, le fleuve se divise en une multitude de bras pour former la région des « quatre mille îles » (Si Phan Don) avant les chutes de Khone, qui précèdent la frontière avec le Cambodge.

## Personnalités
- Khamtay Siphandone (1924-2025), président du Laos de 1998 à 2006, est originaire de la province.
- Marc Leguay (1910-2001), peintre français.